# Stanisław Zamoyski
Stanisław Zamoyski (1519–1572), est un noble polonais, maître de chasse de Chełmno (1561), castellan de Chełmno (1566), hetman de la Couronne (1566) et staroste de Belz, cofondateur de la ville de Zamość.
Il a reçoit en 1517 Skokówka (Zamość à partir de 1572) et les villages de Żdanów, Kalinowice, Tworyczów, Łętownia et Pniów. Comme récompense pour son comportement héroïque dans la guerre contre le tsarat de Russie, les Tatars et les Valaques (1558−1570), le roi Zygmunt II August lui le nomme staroste de Bełz et castellan de Chełmno, à ce titre il devient également sénateur. Il fait fortune et devient un des aristocrats les plus riches de la République.

## Mariages et descendance
Il épouse Anna Herburt avec qui il a trois enfants :
- Jan Zamoyski (1542-1605), secrétaire royal (1566), chancelier (1576), grand chancelier (1578), grand-hetman de la Couronne (1581), gouverneur général de Cracovie, gouverneur de Bełz, Międzyrzecz, Krzeszów, Knyszyn et Tartu ;
- Feliks Zamoyski ;
- Anna Zamoyska.

Il épouse ensuite Anna Orzechowska avec qui il a deux enfants :
- Elżbieta Zamoyska ;
- Zofia Zamoyska.

## Sources
- (pl) Cet article est partiellement ou en totalité issu de l’article de Wikipédia en polonais intitulé « Stanisław Zamoyski (1519-1572) » (voir la liste des auteurs).